# Nationalparks in Vietnam

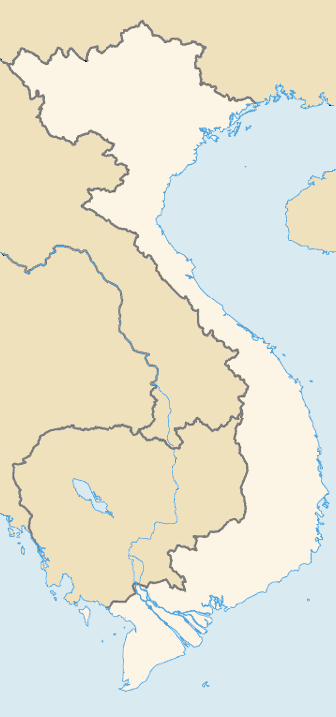
Karte mit der Lokalisation der vietnamesischen Nationalparks; rote Punkte

Dies ist eine Liste aller Nationalparks in Vietnam. Weitere Naturschutzgebiete sind in der Liste der Naturschutzgebiete in Vietnam aufgeführt.

## Bestehende Nationalparks
Laut World Database on Protected Areas gibt es 30 bestehende Nationalparks in Vietnam (Stand Oktober 2017).
| Name                                               | Provinz                           | Datum | Größe [km²] | WDPA      | Bemerkungen        | Bild |
| -------------------------------------------------- | --------------------------------- | ----- | ----------- | --------- | ------------------ | ---- |
| Nationalpark Ba Bể (Vườn quốc gia Ba Bể)           | Bac Kạn                           | 1992  | 100,48      | 10188     |                    |      |
| Nationalpark Ba Vi (Vườn quốc gia Ba Vì)           | Ha Noi, thu do, Hoa Binh          | 2003  | 96,96       | 10113     |                    |      |
| Nationalpark Bạch Mã (Bạch Mã)                     | Huế                               | 1986  | 374,87      | 10110     |                    |      |
| Nationalpark Bai Tu Long (Bái Tử Long)             | Quang Ninh                        | 2001  | 56,25       | 555594121 |                    |      |
| Nationalpark Ben En (Bến En)                       | Thanh Hoa                         | 1992  | 138,86      | 10369     |                    |      |
| Nationalpark Bidoup-Nui Ba (Bidoup-Núi Bà)         | Lam Dong                          | 2004  | 575,12      | 303067    |                    |      |
| Nationalpark Bu Gia Map (Bù Gia Mập)               | Binh Phuoc                        | 2002  | 259,26      | 303069    |                    |      |
| Nationalpark Cát Bà (Cát Bà)                       | Thanh Pho Hai Phong               | 1986  | 173,62      | 7877      | Meeresschutzgebiet |      |
| Nationalpark Cat Tien (Cát Tiên)                   | Lam Dong, Dong Nai, Binh Phuoc    | 1998  | 831,43      | 303072    |                    |      |
| Nationalpark Chu Mom Ray (Chư Mom Ray)             | Kon Tum                           | 1995  | 562,37      | 12171     |                    |      |
| Nationalpark Chu Yang Sin (Chư Yang Sin)           | Lam Dong                          | 2002  | 669,80      | 10380     |                    |      |
| Nationalpark Côn Đảo (Côn Đảo)                     | Ba Ria-Vung Tau                   | 1993  | 58,3        | 10111     | Meeresschutzgebiet |      |
| Nationalpark Cúc Phương (Cúc Phương)               | Ninh Bình, Thanh Hoa, Hoa Binh    | 1962  | 224,08      | 7878      |                    |      |
| Nationalpark Hoàng Liên (Hoàng Liên)               | Lao Cai, Lai Chau                 | 2002  | 285,09      | 10357     |                    |      |
| Nationalpark Kon Ka Kinh (Kon Ka Kinh)             | Gia Lai                           | 2011  | 420,57      | 10378     |                    |      |
| Nationalpark Lo Go-Xa Mat (Lò Gò-Xa Mát)           | Tay Ninh                          | 2002  | 191,56      | 10395     |                    |      |
| Nationalpark Mũi Cà Mau (Mũi Cà Mau)               | Ca Mau                            | 2002  | 152,62      | 555594122 | Meeresschutzgebiet |      |
| Nationalpark Nui Chua (Núi Chúa)                   | Ninh Thuan                        | 2003  | 225,13      | 303041    |                    |      |
| Nationalpark Phong Nha-Ke Bang (Phong Nha-Kẻ Bàng) | Quang Binh                        | 2013  | 1233,2      | 10345     |                    |      |
| Nationalpark Phu Quoc (Phú Quốc)                   | Kien Giang                        | 2001  | 296,25      | 10398     | Meeresschutzgebiet |      |
| Nationalpark Phuoc Binh (Vườn quốc gia Phước Bình) | Ninh Thuan                        | 2006  | 196,84      | 303096    |                    |      |
| Nationalpark Pu Mat (Pù Mát)                       | Nghe An                           | 2001  | 935,24      | 61595     |                    |      |
| Nationalpark Tam Dao (Tam Đảo)                     | Vinh Phuc, Tuyen Quang, Hai Duong | 1996  | 328,77      | 61935     |                    |      |
| Nationalpark Tràm Chim (Tràm Chim)                 | Dong Thap                         | 1998  | 73,13       | 303026    |                    |      |
| Nationalpark U Minh Ha (U Minh Hạ)                 | Ca Mau                            | 2006  | 85,28       | 555594123 |                    |      |
| Nationalpark U Minh Thượng (U Minh Thượng)         | Ca Mau                            | 2002  | 80,38       | 303081    |                    |      |
| Nationalpark Vũ Quang (Vũ Quang)                   | Ha Tinh                           | 2002  | 527,41      | 10375     |                    |      |
| Nationalpark Xuan Son (Xuân Sơn)                   | Phu Tho                           | 2002  | 150,48      | 10364     |                    |      |
| Nationalpark Xuan Thuy (Xuân Thủy)                 | Nam Dinh                          | 2003  | 71          | 61551     | Meeresschutzgebiet |      |
| Nationalpark Yok Đôn (Yok Don)                     | Dac Lac                           | 2001  | 1138,54     | 18033     |                    |      |

## Vorgeschlagene Nationalparks
Zwei Nationalparks sind bei der World Database on Protected Areas als „Proposed“ eingetragen (Stand Oktober 2017).
| Name                                                   | Provinz  | Datum | Größe [km²] | WDPA      | Bemerkungen | Bild |
| ------------------------------------------------------ | -------- | ----- | ----------- | --------- | ----------- | ---- |
| Nationalpark Du Gia (Du Già - Cao nguyên đá Đồng Văn)  | Ha Giang | 2014  | 136,51      | 303029    |             |      |
| Nationalpark Phia Oac - Phia Den (Phia Oắc - Phia Đén) | Cao Bang | 2014  | 104,36      | 555593968 |             |      |